# Pöchlarn
Pöchlarn är en stadskommun i förbundslandet Niederösterreich i Österrike. Den ligger på södra sidan Donau i distriktet Melk och har 4 025 invånare (2024). 
Kommunen består av fem orter (Ortschaften) (inom parentes invånarantal 1 januari 2024):
- Ornding (342)
- Pöchlarn (3 625)
- Rampersdorf (26)
- Röhrapoint (32)
- Wörth (0)